# Павлов, Сергей Михайлович
Серге́й Миха́йлович Па́влов (29 сентября 1920 — 19 ноября 2004) — советский офицер, танкист-ас, участник Великой Отечественной войны, Герой Советского Союза (1943). Только за одну Сталинградскую битву на боевом счету его экипажа — 11 подбитых и уничтоженных танков и самоходных артиллерийских установок противника.

## Биография

### Ранние годы
Родился 29 сентября 1920 года в деревне Глинки Московской губернии (ныне Истринского района Московской области). Русский. Окончив 4 класса сельской школы, продолжил учёбу в истринской средней школе № 1, где закончил 9-й класс. Летом вместе с родителями работал в колхозе. С детства мечтал стать танкистом: «Когда я впервые увидел вот эту машину (показывает на макет танка), она мне показалась настолько мощной, что, думаю, управлять такой машиной, в составе экипажа — большое доверие».
В 1938 году добровольцем вступил в ряды РККА, поступив в Орловское бронетанковое училище. После окончания училища в сентябре 1940 года лейтенант С. М. Павлов назначен командиром взвода тяжёлых танков Т-35 в 19-й танковый полк 10-й танковой дивизии 15-го механизированного корпуса Киевского Особого военного округа (город Золочев Львовской области). Во взводе лейтенанта С. М. Павлова было три пятибашенных танка Т-35, а всего в его подчинении находилось 33 человека. Его танковая часть располагалась всего в 12 километрах от западной границы, недалеко от города Стрый.

### Начало Великой Отечественной войны
Участник Великой Отечественной войны с 22 июня 1941 года. Танкисты держали оборону на границе в течение 11 дней, за которые взвод С. М. Павлова потерял две машины. По приказу командира батальона З. К. Слюсаренко лейтенант С. М. Павлов принял обязанности начальника связи батальона. Затем полк с боями отходил, прорываясь из окружения. Были под Тернополем, Киевом, в районах Фастова и Белой Церкви, Ельца, Курска, Орла, и наконец, оказались под Тулой. По воспоминаниям С. М. Павлова, «это было самое позорное время, мы оставляли свою землю, хлеба, сёла и города, но надежда вернуться сюда никогда не покидала нас».
В начале октября, под Тулой, остатки 19-го танкового полка были переформированы в 133-ю отдельную танковую бригаду в составе двух танковых и одного мотострелкового батальонов. Бригада получила на вооружение танки КВ-1. Лейтенант С. М. Павлов исполнял обязанности адъютанта штаба батальона, затем стал командиром 2-й танковой роты КВ 2-го танкового батальона. В составе бригады принимал участие в Тульской оборонительной и наступательной операциях. Вскоре из района Тулы бригада была переброшена под Харьков, затем вела бои под Воронежем.

### Сталинградская битва
19 июля 1942 года 133-я отдельная танковая бригада была переброшена под Сталинград, где приняла участие в Сталинградской битве. В начале августа бригаду перебросили на Юго-Западное направление, в распоряжение командующего 64-й армией (генерал М. С. Шумилов). Вместе с бригадой С. М. Павлов участвовал в боях в районе разъезда «74-й километр», фермы № 2 совхоза имени Юркина, хутора Вертячий, станций Тингута и Абганерово.
9-10 августа 1942 года в бою в районе разъезда «74-й километр» вместе со своим экипажем сжёг один танк, подбил три танка и три дальнобойных орудия противника. А танкисты его роты записали на свой счёт 4 уничтоженных, 3 подбитых танка и 6 дальнобойных орудий. 10 августа 1942 года три танка КВ-1 под командованием С. М. Павлова предприняли атаку в районе фермы № 2 совхоза имени Юркина. Прорвав усиленную оборону противника, они подавили огневые точки и закрепились на рубеже, нанеся значительный урон немецким частям в этом районе.
24 августа у станции Тингута танк С. М. Павлова был подбит: вражеский снаряд попал в гусеницу и разбил ведущее колесо. Однако это не помешало отразить ему атаку 30-ти танков противника, из которых экипаж поджёг 5 и подбил 2 машины, а остальные были вынуждены вернуться на исходные позиции. После боя на машине насчитали 192 попадания. За этот бой механик-водитель С. Колчанов, артиллерист И. Федорчук и радист Е. Михайлов были награждены орденом Ленина.
Всего за период с 9 августа по 4 сентября 1942 года в ходе Сталинградской битвы экипаж С. М. Павлова уничтожил 11 танков, 4 орудия, 3 тягача, 3 автомашины, а также 115 солдат и офицеров противника. А в целом, танковая рота под командованием капитана С. М. Павлова уничтожила 47 танков, 43 орудия, 25 автомашин, 19 тягачей, 14 пулемётов, 13 миномётов и свыше тысячи солдат и офицеров. По оценке командира 133-й танковой бригады полковника Н. М. Бубнова, капитан С. М. Павлов «показал исключительное мужество, геройство и отвагу и особенно стойко защищал подступы к Сталинграду… Презирая смерть, он до последнего продолжал громить врага».
Указом Президиума Верховного Совета СССР от 8 февраля 1943 года «за образцовое выполнение боевых заданий командования на фронте борьбы с немецкими захватчиками и проявленные при этом отвагу и геройство» Сергею Михайловичу Павлову было присвоено звание Героя Советского Союза с вручением ордена Ленина и медали «Золотая Звезда» (№ 979). Этим же указом высокого звания Героя Советского Союза был удостоен командир роты — старший лейтенант И. И. Корольков, на боевом счету которого уже было 26 подбитых и уничтоженных танков противника и командир танка КВ-1 его роты — младший лейтенант К. И. Савельев, на боевом счету которого за тот же период уже было 23 подбитых и уничтоженных танка.
По воспоминаниям С. М. Павлова, «пожалуй, самым трагическим для меня был тот день, когда я был ранен, он выбил меня из колеи, потому что, если бы я не был ранен, то дошёл бы до Берлина. Наверняка!» 4 сентября 1942 года в бою у хутора Елхи (ныне не существует) под Сталинградом С. М. Павлов был тяжёло ранен в правую ногу, после чего лечился в госпитале в городе Энгельс. Но там рана воспалилась, началась гангрена, и ногу спасти не удалось. Продолжил лечение в эвакогоспитале № 1071 в городе Свердловске, где перенёс ещё две операции. В феврале, находясь в госпитале, узнал о присвоении ему звания Героя Советского Союза. Член ВКП(б) с февраля 1942 года.

### После ранения
После излечения его признали ограниченно годным, и после выписки в мае 1943 года он приехал в Москву. В Кремле М. И. Калинин вручил ему медаль «Золотую Звезду» и орден Ленина. В Главном управлении кадров С. М. Павлов получил направление в учебную часть в районе Покровское-Стрешнево (в то время окраина Москвы), готовившую танковые экипажи и вместе с машинами отправлявшую их на фронт.
В августе 1943 года С. М. Павлов поступил на инженерный факультет Академии бронетанковых войск, который успешно закончил в 1948 году.

### Послевоенные годы
После войны работал конструктором в/ч 42725, начальником отделения, отдела совершенствования бронетанковой техники и разработки средств обслуживания. Имеет 3 изобретения и более 10 технических усовершенствований.
В 1963 году С. М. Павлов перешёл в в/ч 77969 ПВО, где работал старшим военпредом при КБ «Мотор». За участие в разработке и испытаниях ЗРК С-200 награждён орденом Красной Звезды.
После сорокалетней службы, в мае 1978 года, уволился в запас в звании полковника. 4 года работал конструктором в гражданских организациях.
Жил и работал в Москве. Заместитель секретаря первичной парторганизации предприятия, член президиума совета ветеранов 64-й армии, постоянный порученец Фрунзенского районного военного комиссариата города Москвы. Вёл работу по военно-патриотическому воспитанию молодёжи, по его инициативе в деревне Глинки был установлен памятник 12-ти односельчанам, погибшим в годы войны, выступал в молодёжном клубе «Исток» города Истры. Увлекался футболом, хоккеем, охотой, рыбалкой, освоил агротехнику по садоводству и овощеводству.
Умер 19 ноября 2004 года в Москве. Похоронен на кладбище у родной деревни Глинки Истринского района Московской области.

## Награды и звания
Советские государственные награды и звания:
- Герой Советского Союза (8 февраля 1943[6], медаль «Золотая Звезда» № 979);
- орден Ленина (8 февраля 1943[6]);
- орден Отечественной войны I степени;
- три ордена Красной Звезды (30 сентября 1942[7]; 1964);
- медали.

## Семья
Отец Михаил Яковлевич и мать Татьяна Титовна Павловы — крестьяне-земледельцы во многих поколениях. По воспоминаниям С. М. Павлова, «вся семья наша работала в колхозе, все мои предки с отцовской и материнской стороны — крестьяне. Семья состояла из девяти человек, нас, детей, было семеро». Братья: Фёдор (погиб в боях на территории Польши в 1944 году) и Виктор, сёстры — Мария, Нина, Зоя — трудились в колхозе.
Супруга — Нина Семёновна Павлова, с которой познакомился в годы войны в свердловском госпитале, где она была одним из активных доноров. Сын — Николай Сергеевич Павлов. Внук — Сергей; правнучка — Ксения.

## Память
В Москве на доме № 6 корпус 4 по улице Куусинена, где жил С. М. Павлов, установлена мемориальная доска.
30 января 2002 года по ходатайству Истринской районной молодёжной общественной организации Клуб «ИСТОК» С. М. Павлову присвоено звание «Почётный гражданин Истринского района».
4 мая 2014 года в деревне Глинки, на родине Героя Советского Союза С. М. Павлова, ему установлен бюст (автор — скульптор Денис Петров).